# Naturbahnrodel-Weltcup 2006/07
Der Naturbahnrodel-Weltcup 2006/07 wurde in drei Disziplinen und in jeweils sechs Saisonrennen ausgetragen.

## Damen-Einsitzer

### Ergebnisse
| Datum                    | Ort              | Siegerin               | Zweite                 | Dritte            |
| ------------------------ | ---------------- | ---------------------- | ---------------------- | ----------------- |
| 2. bis 4. Januar 2007    | Latsch           | Jekaterina Lawrentjewa | Renate Gietl           | Melanie Batkowski |
| 13. bis 14. Januar 2007  | Umhausen         | Jekaterina Lawrentjewa | Melanie Batkowski      | Renate Gietl      |
| 20. bis 21. Januar 2007  | Longiarü         | Jekaterina Lawrentjewa | Renate Kasslatter      | Julija Wetlowa    |
| 2. bis 4. Februar 2007   | Umhausen         | Renate Kasslatter      | Jekaterina Lawrentjewa | Renate Gietl      |
| 8. bis 9. Februar 2007   | Moos in Passeier | Jekaterina Lawrentjewa | Renate Gietl           | Barbara Abart     |
| 10. bis 11. Februar 2007 | Moos in Passeier | Renate Gietl           | Jekaterina Lawrentjewa | Melanie Batkowski |

### Weltcupstand
Endstand nach sechs Rennen (ein Streichresultat)
| Rang | Name                   | Punkte |
| ---- | ---------------------- | ------ |
| 01   | Jekaterina Lawrentjewa | 485    |
| 02   | Renate Gietl           | 410    |
| 03   | Renate Kasslatter      | 355    |
| 04   | Melanie Batkowski      | 340    |
| 05   | Barbara Abart          | 300    |
| 06   | Julija Wetlowa         | 272    |
| 07   | Michaela Maurer        | 224    |
| 08   | Marlies Wagner         | 219    |
| 09   | Kinga Gawlas           | 213    |
| 10   | Oksana Jelessina       | 178    |
| 11   | Tina Unterberger       | 166    |

| Rang | Name              | Punkte |
| ---- | ----------------- | ------ |
| 12   | Katrin Mladek     | 164    |
| 13   | Nina Bučinel      | 154    |
| 14   | Olga Sidorowa     | 133    |
| 15   | Veronika Nachmann | 130    |
| 16   | Melanie Schwarz   | 121    |
| 17   | Irma Karišik      | 092    |
| 18   | Tamara Schwarz    | 073    |
|      | Klaudia Chowaniec | 073    |
| 20   | Natalia Waniczek  | 072    |
| 21   | Julija Melnyk     | 044    |
| 0    | 0                 | 0      |

## Herren-Einsitzer

### Ergebnisse
| Datum                    | Ort              | Sieger                               | Zweiter        | Dritter               |
| ------------------------ | ---------------- | ------------------------------------ | -------------- | --------------------- |
| 2. bis 4. Januar 2007    | Latsch           | Patrick Pigneter                     | Martin Psenner | Gerhard Pilz          |
| 13. bis 14. Januar 2007  | Umhausen         | Patrick Pigneter                     | Gernot Schwab  | Martin Psenner        |
| 20. bis 21. Januar 2007  | Longiarü         | Martin Psenner                       | Gerhard Pilz   | Hannes Clara          |
| 2. bis 4. Februar 2007   | Umhausen         | Thomas Kammerlander Patrick Pigneter |                | Martin Psenner        |
| 8. bis 9. Februar 2007   | Moos in Passeier | Patrick Pigneter                     | Gerhard Pilz   | Florian Breitenberger |
| 10. bis 11. Februar 2007 | Moos in Passeier | Patrick Pigneter                     | Gernot Schwab  | Hannes Clara          |

### Weltcupstand
Endstand nach sechs Rennen (ein Streichresultat)
| Rang | Name                  | Punkte |
| ---- | --------------------- | ------ |
| 01   | Patrick Pigneter      | 500    |
| 02   | Martin Psenner        | 385    |
| 03   | Gerhard Pilz          | 345    |
| 04   | Gernot Schwab         | 340    |
| 05   | Florian Breitenberger | 266    |
| 06   | Thomas Kammerlander   | 262    |
| 07   | Anton Blasbichler     | 253    |
| 08   | Hannes Clara          | 226    |
| 09   | Gerald Kammerlander   | 222    |
| 10   | Matthias Rainer       | 205    |
| 11   | Robert Batkowski      | 195    |
| 12   | Florian Batkowski     | 166    |
| 13   | Žiga Pagon            | 156    |
| 14   | Georg Maurer          | 152    |
| 15   | Marcus Grausam        | 146    |
| 16   | Björn Kierspel        | 135    |
| 17   | Christian Wichan      | 123    |
| 18   | Adam Jędrzejko        | 119    |

| Rang | Name                 | Punkte |
| ---- | -------------------- | ------ |
| 19   | Borut Kralj          | 106    |
| 20   | Damian Waniczek      | 096    |
| 21   | Markus Wichan        | 094    |
|      | Julien Schultz       | 094    |
| 23   | Alexander Jegorow    | 092    |
|      | Miha Meglič          | 092    |
| 25   | Galabin Bozew        | 081    |
| 26   | Andrzej Laszczak     | 079    |
| 27   | René Uhlmann         | 071    |
| 28   | Iwan Lasarew         | 068    |
| 29   | Christian Schwarz    | 060    |
| 30   | Witalij Sacharow     | 059    |
| 31   | Jewhen Prysjaschnjuk | 055    |
| 32   | Adrian Filimon       | 051    |
| 33   | Ciprian Tazlaoanu    | 045    |
| 34   | Andreas Castiglioni  | 039    |
|      | Florian Clara        | 039    |
|      | Dominik Wagner       | 039    |

| Rang | Name               | Punkte |
| ---- | ------------------ | ------ |
| 37   | Dawid Jachnicki    | 38     |
| 38   | David Scott        | 37     |
| 39   | Ihor Senjuk        | 35     |
| 40   | Denis Alimow       | 28     |
| 41   | Damian Fender      | 24     |
| 42   | Stefan Rajkow      | 21     |
| 43   | Petar Sawow        | 20     |
| 44   | Serhij Solowei     | 17     |
| 45   | Kaj Johnson        | 16     |
| 46   | John Gibson        | 14     |
| 47   | Corey Pusey        | 11     |
|      | Luka Švab          | 11     |
| 49   | Marjan Husner      | 07     |
|      | Sławomir Jędrzejko | 07     |
| 51   | Yanislaw Urumow    | 05     |
| 52   | Tschawdar Arsow    | 04     |
| 53   | Georgi Hichew      | 01     |
| 0    | 0                  | 0      |

## Doppelsitzer

### Ergebnisse
| Datum                    | Ort              | Sieger                              | Zweite                         | Dritte                              |
| ------------------------ | ---------------- | ----------------------------------- | ------------------------------ | ----------------------------------- |
| 2. bis 4. Januar 2007    | Latsch           | Reinhard Beer Herbert Kögl          | Pawel Porschnew Iwan Lasarew   | Christian Schatz Gerhard Mühlbacher |
| 13. bis 14. Januar 2007  | Umhausen         | Alexander Jegorow Pjotr Popow       | Pawel Porschnew Iwan Lasarew   | Christian Schatz Gerhard Mühlbacher |
| 20. bis 21. Januar 2007  | Longiarü         | Patrick Pigneter Florian Clara      | Pawel Porschnew Iwan Lasarew   | Martin Psenner Johannes Hofer       |
| 2. bis 4. Februar 2007   | Umhausen         | Christian Schatz Gerhard Mühlbacher | Reinhard Beer Herbert Kögl     | Martin Psenner Johannes Hofer       |
| 8. bis 9. Februar 2007   | Moos in Passeier | Christian Schatz Gerhard Mühlbacher | Pawel Porschnew Iwan Lasarew   | Alexander Jegorow Pjotr Popow       |
| 10. bis 11. Februar 2007 | Moos in Passeier | Christian Schatz Gerhard Mühlbacher | Patrick Pigneter Florian Clara | Pawel Porschnew Iwan Lasarew        |

### Weltcupstand
Endstand nach sechs Rennen (ein Streichresultat)
| Rang | Name                                  | Punkte |
| ---- | ------------------------------------- | ------ |
| 01   | Christian Schatz – Gerhard Mühlbacher | 440    |
| 02   | Pawel Porschnew – Iwan Lasarew        | 410    |
| 03   | Reinhard Beer – Herbert Kögl          | 360    |
| 04   | Alexander Jegorow – Pjotr Popow       | 321    |
| 05   | Martin Psenner – Johannes Hofer       | 292    |
| 06   | Andrzej Laszczak – Damian Waniczek    | 261    |
| 07   | Denis Alimow – Roman Molwistow        | 252    |
| 08   | Thomas Weiss – Andreas Leiter         | 219    |
| 09   | Björn Kierspel – Christian Wichan     | 197    |
| 10   | Christian Schopf – Andreas Schopf     | 192    |

| Rang | Name                                  | Punkte |
| ---- | ------------------------------------- | ------ |
| 11   | Patrick Pigneter – Florian Clara      | 185    |
| 12   | Borut Kralj – Žiga Pagon              | 173    |
| 13   | Witalij Sacharow – Ihor Senjuk        | 110    |
| 14   | Galabin Bozew – Tschawdar Arsow       | 098    |
| 15   | Jewhen Prysjaschnjuk – Oleksandr Serb | 088    |
| 16   | Martin Mayerhofer – Siegfried Truppe  | 084    |
| 17   | Sławomir Jędrzejko – Mateusz Kobielus | 083    |
| 18   | Galabin Bozew – Yanislaw Urumow       | 030    |
| 19   | Dawid Jachnicki – Damian Fender       | 028    |
| 0    | 0                                     | 0      |

## Nationenwertung
Endstand nach 18 Rennen
| Rang | Land        | Punkte |
| ---- | ----------- | ------ |
| 1    | Italien     | 4239   |
| 2    | Österreich  | 3939   |
| 3    | Russland    | 2476   |
| 4    | Deutschland | 1328   |
| 5    | Polen       | 1191   |
| 6    | Slowenien   | 0790   |
| 7    | Ukraine     | 0415   |

| Rang | Land                    | Punkte |
| ---- | ----------------------- | ------ |
| 08   | Bulgarien               | 260    |
| 09   | Vereinigte Staaten      | 109    |
| 10   | Rumänien                | 096    |
| 11   | Bosnien und Herzegowina | 092    |
| 12   | Liechtenstein           | 081    |
| 13   | Kanada                  | 041    |
| 14   | Vereinigtes Königreich  | 037    |